# Persone di nome Clément
| Questa pagina contiene informazioni ricavate automaticamente dalle voci biografiche con l'ausilio del template Bio e di un bot. L'aggiornamento è periodico e automatico e ricostruisce completamente la pagina. Se manca una persona in questa lista, sei pregato di non aggiungerla, ma accertati piuttosto che la sua voce biografica contenga il template Bio e che i dati anagrafici siano correttamente compilati. Se il template Bio manca, inseriscilo tu stesso o, in alternativa, metti l'avviso {{tmp\|Bio}} che ne segnala la mancanza. Se i dati riportati sono sbagliati, correggi direttamente la voce biografica; le modifiche saranno visibili in questa lista entro pochi giorni. Per chiarimenti vedi il progetto antroponimi. La lista contiene solo le 58 persone che sono citate nell'enciclopedia e per le quali è stato implementato correttamente il template Bio. Pagina aggiornata al 6 ago 2025. |

Questa è una lista di persone presenti nell'enciclopedia che hanno il nome Clément, suddivise per attività principale.

## Ammiragli(1)
- Clément de Taffanel de La Jonquière, ammiraglio francese (Lasgraisses, n. 1706 - Tolone, † 1795)

## Anarchici(1)
- Clément Duval, anarchico e rivoluzionario francese (n. 1850 - New York, † 1935)

## Arbitri di calcio(1)
- Clément Turpin, arbitro di calcio francese (Oullins, n. 1982)

## Calciatori(14)
- Clément Akpa, calciatore francese (Meudon, n. 2001)
- Clément Bayiha, calciatore canadese (Yaoundé, n. 1999)
- Clément Beaud, ex calciatore camerunese (n. 1980)
- Clément Billemaz, calciatore francese (Lione, n. 1998)
- Clément Chantôme, ex calciatore francese (Sens, n. 1987)
- Clément Couturier, calciatore francese (Chaumont, n. 1993)
- Clément Depres, calciatore francese (Nîmes, n. 1994)
- Clément Diop, calciatore francese (Parigi, n. 1993)
- Clément Grenier, calciatore francese (Annonay, n. 1991)
- Clément Lenglet, calciatore francese (Beauvais, n. 1995)
- Clément Maury, calciatore francese (Aurillac, n. 1985)
- Clément Pinault, calciatore francese (Grasse, n. 1985 - Clermont-Ferrand, † 2009)
- Clément Tainmont, ex calciatore francese (Valenciennes, n. 1986)
- Clément Vidal, calciatore francese (Montpellier, n. 2000)

## Cardinali(1)
- Clément Villecourt, cardinale e vescovo cattolico francese (Lione, n. 1787 - Roma, † 1867)

## Cestisti(3)
- Clément Cavallo, cestista francese (Mentone, n. 1990)
- Clément Djadji, ex cestista e allenatore di pallacanestro ivoriano (Daloa, n. 1960)
- Clément Frisch, cestista francese (Decize, n. 2002)

## Chimici(1)
- Clément Georges Lemoine, chimico francese (Tonnerre, n. 1841 - Parigi, † 1922)

## Ciclisti su strada(8)
- Clément Berthet, ciclista su strada e mountain biker francese (Pierre-Bénite, n. 1997)
- Clément Carisey, ciclista su strada francese (Échirolles, n. 1992)
- Clément Champoussin, ciclista su strada francese (Nizza, n. 1998)
- Clément Chevrier, ex ciclista su strada francese (Amiens, n. 1992)
- Clément Davy, ciclista su strada e pistard francese (Hyères, n. 1998)
- Clément Izquierdo, ciclista su strada francese (Marsiglia, n. 2002)
- Clément Russo, ciclista su strada e ciclocrossista francese (Lione, n. 1995)
- Clément Venturini, ciclista su strada e ciclocrossista francese (Villeurbanne, n. 1993)

## Compositori(3)
- Léo Delibes, compositore francese (Saint-Germain-du-Val, n. 1836 - Parigi, † 1891)
- Clément Ducol, compositore francese (n. 1981)
- Clément Janequin, compositore francese (Châtellerault, n. 1485 - Parigi, † 1558)

## Disegnatori(1)
- Clément Oubrerie, disegnatore francese (Parigi, n. 1966)

## Filosofi(1)
- Clément Rosset, filosofo e scrittore francese (Barneville-Carteret, n. 1939 - Parigi, † 2018)

## Fondisti(1)
- Clément Parisse, fondista francese (Évry, n. 1993)

## Ingegneri(2)
- Clément Ader, ingegnere, inventore e pioniere dell'aviazione francese (Muret, n. 1841 - Tolosa, † 1925)
- Clément Metézeau, ingegnere e architetto francese (Dreux, n. 1581 - Parigi, † 1652)

## Medici(2)
- Clément Juglar, medico e statistico francese (Parigi, n. 1819 - Parigi, † 1905)
- Clément Joseph Tissot, medico e fisioterapista francese (Ornans, n. 1747 - Parigi, † 1826)

## Militari(1)
- Clément Gosselin, militare francese (n. 1747 - † 1816)

## Missionari(1)
- Clément Bonnand, missionario e vescovo cattolico francese (Saint-Maurice-sur-Dargoire, n. 1796 - Benares, † 1861)

## Nuotatori(3)
- Clément Lefert, ex nuotatore francese (Nizza, n. 1987)
- Clément Mignon, ex nuotatore francese (Aix-en-Provence, n. 1993)
- Clément Secchi, nuotatore francese (Aix-en-Provence, n. 2000)

## Pallavolisti(1)
- Clément Daniel, pallavolista francese (Montpellier, n. 1991)

## Piloti automobilistici(1)
- Clément Novalak, pilota automobilistico francese (Avignone, n. 2000)

## Piloti motociclistici(1)
- Clément Desalle, pilota motociclistico belga (La Louvière, n. 1989)

## Pittori(1)
- Clément Brun, pittore francese (Avignone, n. 1868 - Avignone, † 1920)

## Poeti(2)
- Clément Marot, poeta francese (Cahors, n. 1496 - Torino, † 1544)
- Clément Cyriaque de Mangin, poeta e matematico francese (Gigny-sur-Saône, n. 1570 - Parigi, † 1642)

## Politici(2)
- Clément Beaune, politico francese (Parigi, n. 1981)
- Clément Mouamba, politico della Repubblica del Congo (Sibiti, n. 1944 - Parigi, † 2021)

## Rapper(1)
- Hatik, rapper, cantante e attore francese (Chevreuse, n. 1992)

## Registi(1)
- Clément Maurice, regista, produttore cinematografico e fotografo francese (Aiguillon, n. 1853 - Sanary-sur-Mer, † 1933)

## Rugbisti a 15(2)
- Clément Castets, rugbista a 15 francese (Tolosa, n. 1996)
- Clément Poitrenaud, ex rugbista a 15 e allenatore di rugby a 15 francese (Castres, n. 1982)

## Sciatori alpini(1)
- Clément Noël, sciatore alpino francese (Remiremont, n. 1997)